# Breathe Again
Breathe Again är den andra singeln släppt från R&B-sångerskan Toni Braxtons självbetitlade debutalbum. Balladen skrevs av Babyface och producerades L. A. Reid, Babyface och Daryl Simmons. Sången, som på senare tid har blivit en av Tonis klassiker, spelades kraftigt på radiostationer under slutet av 1993 och början av 1994 vilket följaktligen gjorde den till skivans framgångsrikaste singel. Spåret klättrade till en tredje placering på USA:s singellista Billboard Hot 100 samt en fjärde placering på Billboard:s förgreningslista; Billboard Hot R&B/Hip-Hop Songs.
Låten belönades med Braxtons andra Grammy Award.

## Musikvideo
Den medföljande musikvideon regisserades av Randee St. Nicholas och filmades i svart-vitt. Konceptet bygger på att Braxton springer genom en labyrint medan hon reder ut tankar om en speciell sorts kärlek. Låttexten väcker en känsla av nostalgi från ett förhållande som har gått i spillror.

## Format och innehållsförteckningar
U.S. CD single
1. "Breathe Again" (Radio Edit)
2. "Breathe Again" (Extended Mix)
3. "Breathe Again" (Breathless Mix)
4. "Breathe Again" (Club Mix)
5. "Breathe Again" (Spanish Version)

UK and German CD single
1. "Breathe Again" (Radio Edit)
2. "Breathe Again" (D'Jeep Mix)
3. "Breathe Again" (Extended Club Mix)
4. "Breathe Again" (D'Moody Mix)
5. "Breathe Again" (Breathless Mix)
6. "Breathe Again" (Spanish Version)

Spanish CD single
1. "Breathe Again" (Versión en Castellano)
2. "Another Sad Love Song" (Album Version)

## Listor
| Lista (1993)                           | Topp position |
| -------------------------------------- | ------------- |
| U.S. Billboard Hot R&B/Hip-Hop Songs   | 4             |
| U.S. Billboard Hot Dance Singles Sales | 7             |
| Chart (1994)                           | Peak position |
| Australian Singles Chart               | 2             |
| Dutch Top 40                           | 5             |
| German Singles Chart                   | 52            |
| Irish Singles Chart                    | 10            |
| New Zealand Singles Chart              | 2             |
| Norwegian Singles Chart                | 7             |
| Swedish Singles Chart                  | 25            |
| UK Singles Chart                       | 2             |
| U.S. Billboard Hot 100                 | 3             |
| U.S. Billboard Adult Contemporary      | 4             |